# Mušići (Kosjerić)
Pour les articles homonymes, voir Mušići.
Mušići (en serbe cyrillique : Мушићи) est un village de Serbie situé dans la municipalité de Kosjerić, district de Zlatibor. Au recensement de 2011, il comptait 314 habitants.

## Géographie
Mušići est situé à 14 km de Kosjerić, à la confluence de la petite rivière Gradnja et du Skrapež, originaires du mont Maljen et de la colline de Subelj.

## Démographie
| 1948 | 1953 | 1961 | 1971 | 1981 | 1991 | 2002 | 2011 |
| ---- | ---- | ---- | ---- | ---- | ---- | ---- | ---- |
| 779  | 818  | 783  | 674  | 581  | 514  | 433  | 314  |

|  |

## Tourisme
Le village de Mušići offre des possibilités d'hébergement pour la pratique du tourisme rural.